# Jan Gmyrek
Jan Wojciech Gmyrek (ur. 2 marca 1951 w Krakowie) – polski piłkarz ręczny, środkowy rozgrywający, reprezentant kraju. Brązowy medalista olimpijski z Montrealu.

## Życiorys

### Kariera klubowa
Jest wychowankiem AZS Kraków, w którego barwach występował w latach 1964–1970.  Z krakowską drużyną wywalczył w 1968 srebrny medal na międzynarodowych akademickich mistrzostwach Polski, ale jego zespół spadł w 1969 z I ligi. Od sezonu 1970/1971 występował w Stali Mielec, z którą zdobył Puchar Polski w 1971 i wicemistrzostwo Polski w 1975. Po sezonie 1975/1976 przeszedł do Hutnika Kraków, z którym w 1977 wywalczył awans do I ligi, w 1978 wicemistrzostwo Polski i Puchar Polski, w 1979 i 1980 mistrzostwo Polski. W latach 1980–1987 był graczem I-ligowej austriackiej drużyny HC Eggenburg, karierę zawodniczą zakończył w Hutniku Kraków, w sezonie 1987/1988 (6. miejsce w lidze).

### Kariera reprezentacyjna
Był reprezentantem Polski juniorów. W 1968 zdobył brązowy, a w 1970 srebrny medal Młodzieżowych Zawodów Przyjaźni. W reprezentacji Polski seniorów debiutował 26 czerwca 1970 w towarzyskim spotkaniu z Jugosławią, w tym samym roku zajął też z drużyną 2. miejsce w zawodach o Puchar Bałtyku. Uczestniczył w zwycięskich dla Polski eliminacjach do igrzysk olimpijskich w Monachium (1972), w których w pięciu meczach zdobył 15 bramek. Na igrzyskach zajął z zespołem 10. miejsce, zagrał tam w czterech spotkaniach, zdobywając siedem bramek. W 1974 wystąpił na mistrzostwach świata, zajmując 4. miejsce (w sześciu spotkaniach zdobył trzynaście bramek)  a także na zawodach Pucharu Świata, gdzie zajął z drużyną 2. miejsce (w czterech spotkaniach zdobył siedem bramek). Swój największy sukces odniósł na igrzyskach olimpijskich w Montrealu (1976), gdzie ze swoją drużyną zdobył brązowy medal (w sześciu spotkaniach zdobył siedemnaście bramek). Po igrzyskach został kapitanem drużyny narodowej. W tej roli wystąpił na mistrzostwach świata w 1978, gdzie jego zespół zajął 6. miejsce (w pięciu spotkaniach zdobył pięć bramek) oraz zawodach Pucharu Świata w 1979, gdzie zdobył z drużyną drugie miejsce (wystąpił we wszystkich czterech spotkaniach, ale nie zdobył żadnej bramki). Ostatni raz w biało-czerwonych barwach zagrał 15 grudnia 1979 w towarzyskim spotkaniu z Węgrami. Nie został natomiast powołany na kolejne mecze w 1980 i pominięto go w składzie reprezentacji na igrzyska olimpijskie w Moskwie (1980). Łącznie w I reprezentacji Polski zagrał w latach 1970-1979 w 182 spotkaniach, zdobywając 349 bramek. Ponadto dwukrotnie zdobył brązowy medal akademickich mistrzostw świata (1975, 1977), a w 1976 wywalczył brązowy medal Mistrzostw Armii Zaprzyjaźnionych.

### Kariera trenerska i praca zawodowa
W 1971 ukończył Technikum Elektromechaniczne w Krakowie, w 1977 studia w Akademii Wychowania Fizycznego w Warszawie. W latach 1988-1993 trenował zespół Hutnika Kraków (najwyższa pozycja: 4. miejsce w 1989), a w sezonie 1993/1994 AZS Kraków (zespół spadł z II ligi). Pracował przez wiele lat w austriackiej firmie z branży motoryzacyjnej. W 2017 przeszedł na emeryturę.
W 1974 otrzymał tytuł Zasłużony Mistrz Sportu, w 1976 został odznaczony brązowym Medalem za Wybitne Osiągnięcia Sportowe, w 1993 został odznaczony Diamentową Odznaką ZPRP, a w 2008 został wybrany do „siódemki” 90-lecia polskiej piłki ręcznej na środku rozegrania. Został odznaczony Srebrnym Krzyżem Zasługi.